# Symphysodontella cylindracea
Symphysodontella cylindracea là một loài Rêu trong họ Pterobryaceae. Loài này được (Mont.) M. Fleisch. miêu tả khoa học đầu tiên năm 1908.